# Declieuxia hatschbachii
Declieuxia hatschbachii är en måreväxtart som beskrevs av Joseph Harold Kirkbride. Declieuxia hatschbachii ingår i släktet Declieuxia och familjen måreväxter. Inga underarter finns listade i Catalogue of Life.